# Tithi
Tithi ist die vedische Bezeichnung des dreißigsten Teiles eines synodischen Monats, der im indischen Kalender einem lunaren Tag entspricht. Dem ersten und letzten lunaren Monatstag sind ausschließlich Namen zugeordnet, während die übrigen lunaren Tage primär Ordinalzahlen tragen. Die 30 Tithi sind entsprechend den Mondmonatshälften in zwei Gruppen zu je 15 lunaren Tagen unterteilt: Neumond bis Vollmond und Vollmond bis Neumond. Der 30. lunare Tag trägt wahlweise die Bezeichnung Dreißigste. 360 Tithi ergeben zwölf synodische Monate und bilden das Mondjahr von etwa 354 Tagen.